# Бонем, Джеймс
Дже́ймс Ба́тлер Бо́нем (англ. James Butler Bonham, 20 февраля 1807 — 6 марта 1836) — американский солдат, участник Техасской революции, который погиб в 1836 году при обороне миссии Аламо. Его младший брат Милледж Люк Бонем был бригадным генералом армии конфедератов в гражданскую войну в США.

## Юность
Родился около Ред-Банка (ныне Салуда), Южная Каролина, в семье Джеймса и Софии Бонем, которые перебрались в Южную Каролину из Мэриленда вскоре после Американской революции. Бонем приходился троюродным братом командующему Аламо Уильяму Тревису. Их семьи посещали одну и ту же церковь в Южной Каролине. Также он был двоюродным братом конгрессмена и автора закона Канзас-Небраска — Эндрю Батлера.
В 1824 году Бонем поступил в колледж Южной Каролины. В 1827 году, будучи старостой своего курса, он возглавил студенческие протесты против суровых правил посещаемости и скверного питания в пансионе колледжа. За это он был отчислен, вместе со всем классом, несмотря на то, что это был их последний год обучения. В 1830 году Бонем занимался юридической практикой в Пендлтоне, однако был обвинён в нанесении оскорбления суду после вынесения приговора одному из его клиентов. После требования судей извиниться перед ними, Бонем отказался и пригрозил оттаскать его за нос. В итоге он был приговорён к 90 дням заключения за неуважение к суду.
В дальнейшем работал помощником у губернатора Южной Каролины Джеймса Гамильтона в течение Таможенного кризиса 1832 года. За свою непримиримую позицию против политики президента Эндрю Джексона ему было присвоено звание подполковника. В то же время он служил капитаном артиллерийской роты Чарлстона.
В октябре 1834 года Бонем переехал в Монтгомери, Алабама, где проживали его родственники. На следующий год он отправилтся в Мобил, где помогал организовать кавалерийскую роту «Mobile Greys» для службы в Техасе, где разгоралась война. В ноябре 1835 года рота прибыла в Сан-Фелипе, и 3 декабря Бонем был зачислен лейтенантом техасской кавалерии.

## Техас и Аламо
1 декабря 1835 года он пишет Сэму Хьюстону письмо из Сан-Фелипе, в котором предлагает свои услуги, отказываясь при этом от денег, земли и довольствия на обратную дорогу. После получения лейтенантского звания Бонем, к слову, не получает в своё командование какое-либо подразделение. Одновременно с этим, в Бразории он открывает юридическую фирму и размещает 2 января 1836 года об этом рекламное объявление в «Telegraph and Texas Registery».
Бонем и Хьюстон довольно быстро проникаются взаимным восхищением. Спустя всего месяц после своего появления в Техасе Бонем рекомендует Хьюстону назначить капитаном техасской кавалерии Уильяма Блоунта из Северной Каролины. 11 января 1836 года Хьюстон, в свою очередь, рекомендует вице-губернатору Джеймсу Робинсону присвоить Бонему звание майора: «Его влияние в армии велико, более того, кто был бы генералом». Вероятно, что Бонем сопровождал Джеймса Боуи в Сан-Антонио-де-Бехар, в форт Аламо, куда они прибыли 19 января 1836 года. 26 января он был среди семи членов комитета, составлявших послание от имени гарнизона крепости в поддержку губернатора Генри Смита. 1 февраля был одним из кандидатов на выборах делегата, представителя гарнизона Бехара в Техасской конституционной конвенции.
Приблизительно 16 февраля 1836 года полковник Тревис отправил его из осаждённой миссии за помощью. 3 марта, прорвавшись сквозь мексиканские пикеты, он вернулся в Аламо с письмом от командующего Техасскими рейнджерами Роберта Уильямсона, который писал, что помощь уже в пути и надо продержаться ещё немного. 6 марта 1836 года Бонем погиб во время штурма миссии. Считается, что он погиб вместе со всем расчётом своей пушки внутри крепостной церкви.

## Наследие
Город Бонем в Техасе был назван в его честь. Бонем является окружным центром округа Фаннин, названного в честь командира техасских войск, которого Бонем уговаривал прийти на выручку Аламо.
«Flat Grove» — дом Бонема в Салуде, единственный из сохранившихся на сегодняшний день домов защитников Аламо. Ныне функционирует как музей.
Школы в нескольких городах (в том числе, Абилине, Амарилло, Далласе, Мак-Аллене, Мидленде, Одессе, Сан-Антонио, Хьюстоне, Эль-Пасо и других) носят его имя.
Одно из транспортных судов типа «Либерти» времён Второй мировой войны также было названо в его честь.

## В кинематографе
В фильме «Аламо» 1960 года в роли Джеймса Бонема снимался Патрик Уэйн, сын режиссёра и актёра Джона Уэйна.